# Diego Ulissi
Diego Ulissi (Cecina, 15 juli 1989) is een Italiaans wielrenner die sinds 2025 rijdt voor XDS Astana Team.

## Carrière
Ulissi werd tweemaal wereldkampioen wielrennen op de weg bij de junioren. Sinds 2010 rijdt hij bij de Italiaanse Lampre-Merida-wielerploeg. Zijn belangrijkste resultaten bij de profs zijn acht ritzeges in de Ronde van Italië. Twee van deze ritzeges behaalde hij in 2014. Tijdens deze Ronde van Italië werd na de elfde etappe in zijn bloed een te hoge hoeveelheid salbutamol gemeten. Daarop werd hij van 21 juni 2014 tot en met 26 maart 2015 geschorst, maar hij behield zijn overwinningen. Daarna keerde de Italiaan meteen weer terug bij de ploeg Lampre-Merida.

## Palmares

### Belangrijkste overwinningen
2005
 Italiaans kampioen tijdrijden, Nieuwelingen
2006
 Wereldkampioen op de weg, Junioren
2007
 Wereldkampioen op de weg, Junioren
2008
Ronde van Biella
2010
GP Industria & Commercio di Prato
2011
17e etappe Ronde van Italië
2e etappe Ronde van Slovenië
Eind-, berg- en jongerenklassement Ronde van Slovenië
2012
3e en 4e etappe Internationale Wielerweek
GP Industria e Commercio Artigianato Carnaghese
2013
2e etappe Internationale Wielerweek
Eindklassement Internationale Wielerweek
1e etappe Ronde van Polen
Milaan-Turijn
Coppa Sabatini
Ronde van Emilia
Eindklassement Coppa Italia
2014
2e etappe Tour Down Under
GP Città di Camaiore
5e en 8e etappe Ronde van Italië
2015
7e etappe Ronde van Italië
Memorial Marco Pantani
2016
4e en 11e etappe Ronde van Italië
3e etappe Ronde van Slovenië
Circuito de Getxo
3e etappe Ronde van Tsjechië
Eindklassement Ronde van Tsjechië
2017
Grote Prijs van de Etruskische Kust
Grote Prijs van Montreal
4e etappe Ronde van Turkije
Eindklassement Ronde van Turkije
Eindklassement Coppa Italia
2018
5e etappe Ronde van Zwitserland
2019
GP Lugano
3e etappe Ronde van Slovenië
Eindklassement Ronde van Slovenië
Tokyo 2020 Test Event
2020
1e en 4e etappe Ronde van Luxemburg
Eind- en puntenklassement Ronde van Luxemburg
2e en 13e etappe Ronde van Italië
Eindklassement Coppa Italia
2021
4e etappe Ronde van Slovenië
1e en 4e etappe Settimana Ciclistica Italiana
Eindklassement Settimana Ciclistica Italiana
2022
GP Industria & Artigianato-Larciano
3e etappe Ronde van de Limousin-Nouvelle-Aquitaine
2023
4e etappe Ronde van Oman
2024
2e etappe Internationale Wielerweek
3e etappe Ronde van Oostenrijk
Eind- en puntenklassement Ronde van Oostenrijk
Puntenklassement Ronde van Polen
2025
Puntenklassement Ronde van Griekenland
Ronde van de Apennijnen

### Resultaten in voornaamste wedstrijden
| Jaar | Ronde van Italië | Ronde van Frankrijk | Ronde van Spanje |
| ---- | ---------------- | ------------------- | ---------------- |
| 2010 |                  |                     |                  |
| 2011 | 41e (1)          |                     |                  |
| 2012 | 21e              |                     |                  |
| 2013 |                  |                     | 32e              |
| 2014 | opgave (2)       |                     |                  |
| 2015 | 64e (1)          |                     |                  |
| 2016 | 21e (2)          |                     |                  |
| 2017 |                  | 39e                 |                  |
| 2018 | 28e              |                     |                  |
| 2019 | 42e              |                     |                  |
| 2020 | 38e (2)          |                     |                  |
| 2021 | 17e              |                     |                  |
| 2022 | 37e              |                     |                  |
| 2023 | 28e              |                     |                  |
| 2024 |                  |                     |                  |
| 2025 | 21e              |                     |                  |

| Jaar | Milaan-San Remo | Amstel Gold Race | Luik-Bast.‑Luik | Ronde van Lombardije | Waalse Pijl | Clásica San Sebastián | Strade Bianche |  | WK op de weg |  | Wereldranglijsten |
| ---- | --------------- | ---------------- | --------------- | -------------------- | ----------- | --------------------- | -------------- |  | ------------ |  | ----------------- |
| 2010 |                 |                  |                 | opgave               |             |                       | opgave         |  |              |  | 232e (UWK)        |
| 2011 | 140e            | opgave           | 76e             | opgave               | opgave      |                       |                |  |              |  | 130e (UWT)        |
| 2012 | opgave          | opgave           | 78e             | 41e                  | 9e          | 10e                   |                |  | 85e          |  | 106e (UWT)        |
| 2013 | opgave          | 25e              | 20e             | 28e                  | 13e         |                       | 21e            |  | opgave       |  | 87e (UWT)         |
| 2014 | opgave          | 34e              | 66e             |                      | 17e         |                       |                |  |              |  | 42e (UWT)         |
| 2015 |                 | 49e              | opgave          | 74e                  | 50e         |                       |                |  | 102e         |  | 48e (UWT)         |
| 2016 | 58e             | 7e               | 55e             | 22e                  | 8e          | 43e                   | 7e             |  |              |  | 36e (UWT)         |
| 2017 | 40e             | 27e              | 30e             | 21e                  | 10e         | 30e                   |                |  | 38e          |  | 16e (UWT)         |
| 2018 | 103e            | 50e              | 28e             |                      | 14e         | 17e                   | 44e            |  |              |  | 31e (UWT)         |
| 2019 | 72e             | 22e              | 39e             | 60e                  | ↑           |                       |                |  | opgave       |  | 13e (UWR)         |
| 2020 |                 |                  |                 | 8e                   |             |                       | 16e            |  | 47e          |  | 8e (UWR)          |
| 2021 |                 |                  |                 | 23e                  |             | 17e                   |                |  | 24e          |  |                   |
| 2022 | 24e             |                  | 22e             | 26e                  | 29e         |                       | 23e            |  |              |  |                   |
| 2023 | 72e             |                  |                 | 41e                  | 71e         | 57e                   | 14e            |  |              |  |                   |
| 2024 | 71e             |                  | opgave          |                      | opgave      |                       |                |  | 48e          |  |                   |
| 2025 | 67e             |                  | 36e             |                      | 79e         |                       | opgave         |  |              |  |                   |

### Resultaten in kleinere rondes
| Jaar | Tour Down Under | Parijs-Nice | Tirreno-Adriatico | Ronde van het Baskenland | Ronde van Romandië | Critérium du Dauphiné | Ronde van Zwitserland | Ronde van Polen | Eneco Tour |
| ---- | --------------- | ----------- | ----------------- | ------------------------ | ------------------ | --------------------- | --------------------- | --------------- | ---------- |
| 2010 |                 |             |                   |                          |                    |                       | 62e                   | 11e             |            |
| 2011 |                 | 19e         |                   |                          |                    |                       |                       | 83e             |            |
| 2012 |                 | 48e         |                   | 40e                      |                    |                       |                       |                 | 23e        |
| 2013 |                 | 7e          |                   | 14e                      |                    |                       | opgave                | 29e (1)         |            |
| 2014 | ↑ (1)           |             | 11e               |                          |                    |                       |                       |                 |            |
| 2015 |                 |             |                   | 64e                      | 34e                |                       |                       | 6e              | 54e        |
| 2016 | 11e             |             | 27e               | 42e                      |                    |                       |                       | 27e             |            |
| 2017 | 5e              | 27e         |                   | 23e                      | 13e                | 25e                   |                       |                 |            |
| 2018 | 4e              |             | 22e               | 50e                      |                    |                       |                       |                 |            |
| 2019 | 9e              | opgave      |                   |                          |                    |                       |                       |                 |            |
| 2020 | ↑               |             |                   |                          |                    |                       |                       | 5e              |            |
| 2021 |                 |             |                   | 34e                      | 36e                |                       |                       | 4e              |            |
| 2022 |                 |             |                   |                          |                    | opgave                |                       |                 |            |
| 2023 |                 |             |                   |                          |                    |                       |                       |                 |            |
| 2024 | 19e             |             |                   |                          |                    |                       |                       | ↑               |            |

## Ploegen
- 2010 –  Lampre-Farnese Vini
- 2011 –  Lampre-ISD
- 2012 –  Lampre-ISD
- 2013 –  Lampre-Merida
- 2014 –  Lampre-Merida
- 2015 –  Lampre-Merida
- 2016 –  Lampre-Merida
- 2017 –  UAE Team Emirates [a]
- 2018 –  UAE Team Emirates
- 2019 –  UAE Team Emirates
- 2020 –  UAE Team Emirates
- 2021 –  UAE Team Emirates
- 2022 –  UAE Team Emirates
- 2023 –  UAE Team Emirates
- 2024 –  UAE Team Emirates
- 2025 –  XDS Astana Team

Wielerploegen van Diego Ulissi
Balloni ·
Bernucci ·
Boets · 
Bole ·
Bono ·     
Cunego ·
Da Dalto · 
Furlan ·
Gavazzi ·
Grendene · 
Hondo ·
Kasjetsjkin ·
Loosli ·
Lorenzetto ·
Magazzini ·
Malori ·
Marzano ·
Mori ·
Petacchi ·
Pietropolli ·
Ponzi ·
Righi ·
Sapa ·
Simoni (tot 31/05) ·
Spezialetti ·
Špilak ·
Ulissi ·
Pasqualon (stagiair) ·
Rabottini (stagiair) ·
Rocchetti (stagiair)
Balloni ·
Bertagnolli ·
Boets · 
Bole ·
Bono ·     
Cunego ·
Gavazzi ·
Hondo ·
Kasjetsjkin (tot 31/07) ·
Kondroet ·
Kostjoek ·
Kryvtsov ·
Kvatsjoek ·
Loosli ·
Magazzini ·
Malori ·
Marzano ·
Mori ·
Niemiec ·
Pérez ·
Petacchi ·
Pietropolli ·
Righi ·
Scarponi ·
Spezialetti ·
Špilak ·
Szeghalmi ·
Ulissi ·
Graziato (stagiair) ·
Tedeschi (stagiair) ·
Tiozzo (stagiair)
Anacona ·
Bertagnolli ·
Boets · 
Bole ·
Bono ·  
Cimolai ·   
Cunego ·
Graziato ·
Hondo ·
Kostjoek ·
D. Kryvtsov ·
J. Krivtsov ·
Kvatsjoek ·
Lloyd ·
Malori ·
Marzano ·
Mori ·
Niemiec ·
Petacchi ·
Pietropolli ·
Possoni ·
Righi ·
Scarponi ·
Sjejdyk ·
Spezialetti ·
Stortoni ·
Ulissi ·
Viganò ·
Cattaneo (stagiair) ·
Viola (stagiair) ·
Wackermann (stagiair)
Anacona ·
Bono ·  
Cattaneo ·
Cimolai ·   
Cunego ·
Dodi ·
Đurasek ·
Favilli ·
Ferrari ·
Graziato ·
Lloyd ·
Malori ·
Mori ·
Niemiec ·
Palini ·
Petacchi (tot 23/04) ·
Pietropolli ·
Polanc ·
Pozzato ·
Richeze ·
Scarponi ·
Serpa ·
Stortoni ·
Ubeto ·
Ulissi ·
Viganò ·
Wackermann ·
Bonifazio (stagiair) ·
Cambianica (stagiair) ·
Conti (stagiair)
Anacona · Bonifazio · Bono · Cattaneo · Cimolai · Conti · Costa  · Cunego · Dodi · Đurasek · Favilli · Ferrari · Horner · Modolo · Mori · Niemiec · Oliviera · Palini · Polanc · Pozzato · Richeze · Serpa · Ulissi · Valls · Wackermann · Xu · Kasjavy (stagiair) · Vaccher (stagiair)
Bonifazio · Bono · Cattaneo · Cimolai · Conti · M. Costa · R. Costa · Đurasek · Feng · Ferrari · Grmay · Kasjavy · Modolo · Mori · Niemiec · Oliviera · Pibernik · Plaza · Polanc · Pozzato · Richeze · Serpa · Ulissi · Valls · Xu · Ganna (stagiair) · Pacioni (stagiair) · Ravasi (stagiair)
Arashiro · Bono · Cattaneo · Cimolai · Conti · M. Costa · R. Costa · Đurasek · Feng · Ferrari · Grmay · Kasjavy · Kump · Meintjes · Modolo · Mohorič · Mori · Niemiec · Petilli · Pibernik · Polanc · Ulissi · Xu · Zurlo · Masnada (stagiair) · Ravasi (stagiair) · Troia (stagiair)
Aït el Abdia · Atapuma · Bono · Consonni · Conti · Costa · Đurasek · Ferrari · Ganna · Guardini · Kump · Laengen · Marcato · Meintjes · Mirza · Modolo · Mohorič · Mori · Niemiec · Petilli · Polanc · Ravasi · Swift · Troia  · Ulissi · Zurlo · Lizde (stagiair) · Raboesjenka (stagiair) · Romano (stagiair)
Aït el Abdia · Aru · Atapuma · Bono · Bystrøm · Consonni · Conti · Costa · Đurasek · Ferrari · Ganna · Kristoff  · Laengen · Marcato · Martin · Mirza · Mori · Niemiec · Petilli · Polanc · Ravasi · Raboesjenka · Sutherland · Swift · Troia  · Ulissi
Aru · Bohli · Bystrøm · Consonni · Conti · Costa · Đurasek · Ferrari · Gaviria · Henao · Kristoff · Laengen · Marcato · Martin · Mirza · Molano · Mori · Muñoz · I. Oliveira · R. Oliveira · Petilli · Philipsen · Pogačar · Polanc · Ravasi · Raboesjenka · Sutherland · Troia  · Ulissi
Ardila · Aru · Bjerg · Bohli · Bystrøm · Conti · Costa · Covi · De la Cruz · Dombrowski · Formolo · Gaviria · Henao · Kristoff · Laengen · Marcato · McNulty · Mirza · Molano · Muñoz · I. Oliveira · R. Oliveira · Philipsen · Pogačar · Polanc · Ravasi · Raboesjenka · Richeze · Troia · Ulissi
Ardila · Ayuso (vanaf 15 juni) · Bjerg · Bystrøm · Conti · Costa · Covi · De la Cruz · Dombrowski · Fisher-Black (vanaf 14 juli) · Formolo · Gaviria · Gibbons · Hirschi · Kristoff · Laengen · Majka · Marcato · McNulty · Mirza · Molano · Muñoz · I. Oliveira · R. Oliveira · Pogačar · Polanc · Raboesjenka · Richeze · Trentin · Troia · Ulissi· Groß (stagiair)
Ackermann · Almeida · Ardila · Ayuso · Bennett · Bjerg · Brunel (tot 2/6) · Costa · Covi · Fisher-Black · Formolo · Gaviria · Gibbons · Groß · Hirschi · Hodeg · Laengen · Majka · McNulty · Mirza · Molano · I. Oliveira · R. Oliveira · Pogačar · Polanc · Richeze · Soler · Suter · Trentin · Troia · Ulissi · Andersen (stagiair) · Kluckers (stagiair) · Knight (stagiair)
Ackermann · Almeida · Ayuso · Bax · Bennett · Bjerg · Christen (vanaf 1/8) · Covi · Fisher-Black · Formolo · Gibbons · Groß · Großschartner · Hirschi · Hodeg · Laengen · Majka · McNulty · Molano · Novak · I. Oliveira · R. Oliveira · Pogačar · Polanc (tot 15/5) ·  Soler · Trentin · Ulissi · Vine · Vink · Wellens · Yates · Glivar (stagiair)
Almeida · Arrieta · Ayuso · Baroncini · Bax · Bjerg · Christen · Covi · del Toro · Fisher-Black · Großschartner · Hirschi · Hodeg · Laengen · Majka · McNulty · Molano · Morgado · Novak · I. Oliveira · R. Oliveira · Pogačar · Politt · Sivakov · Soler · Ulissi · Vine · Vink · Wellens · Yates